# 加須屋朝緋
加須屋 朝緋（かすや あさひ、1991年2月3日 - ）は、石川県小松市出身のハンドボール選手。SPARプレミアムリーグ（スイス）のGCアミチティア・チューリッヒ所属。

## 経歴
小松市立高等学校時代は2007年に第2回女子ユースアジア選手権の日本代表U-18に選出。
2008年は第2回女子ユース世界選手権大会の日本代表U-18に選出された。
高校卒業後は筑波大学へ進学。
2013年に日本ハンドボールリーグの広島メイプルレッズへ加入。
2015-16年シーズンはリーグ4位の50得点を記録。
2016-17年シーズン限りで広島を退団し、デンマーク1部のヴェンシュセル・ハンドボールと契約。
2019年1月にスイスのGCアミチティア・チューリッヒへ移籍。

## 詳細情報

### 年度別成績
| 年       | チーム   | 試合 | フィールド 得点 | 率   | 7m    | 合計   | 警告 | 退場 | 失格 |
| -------- | -------- | ---- | --------------- | ---- | ----- | ------ | ---- | ---- | ---- |
| 2013-14  | 広島     | 13   | 6/9             | .667 | 0/0   | 6/9    | 0    | 0    | 0    |
| 2014-15  | 広島     | 13   | 1/2             | .500 | 1/1   | 2/3    | 1    | 0    | 0    |
| 2015-16  | 広島     | 12   | 35/101          | .347 | 15/16 | 50/117 | 0    | 1    | 0    |
| 2016-17  | 広島     | 7    | 0/0             | -    | 0/0   | 0/0    | 0    | 0    | 0    |
| JHL：4年 | JHL：4年 | 45   | 42/112          | .375 | 16/17 | 58/129 | 1    | 1    | 0    |

- 各年度の太字はリーグ最高

### 記録

#### 日本ハンドボールリーグ
- フィールドゴール初得点：2013年9月7日、対飛騨高山ブラックブルズ岐阜戦（中区スポーツセンター）[5]
- 7mスロー初得点：2014年11月22日、対三重バイオレットアイリス戦（東区スポーツセンター）[6]

### 背番号
- 17 (2013年 - 2017年)